# Hühnerfeld (Sulzbach/Saar)
Hühnerfeld ist ein Stadtteil von Sulzbach/Saar im Regionalverband Saarbrücken, Saarland.
Hühnerfeld liegt im nördlichen Stadtgebiet. Am nordwestlichen Ortsrand verläuft die Bundesautobahn 623. Durch den Ort führt die Landesstraße 258, heute Grühlingsstraße genannt. Sie folgt der Trasse der historischen Römerstraße, die eine Verbindung zu den römischen Kastellen am Rhein herstellte.
Der Ortsname wird von der Flurbezeichnung Hinterfeld abgeleitet.
Hühnerfeld gehörte bereits 1866 zur Bürgermeisterei Sulzbach/Saar.
Die evangelische Kirche sollte ursprünglich nach dem letzten Gottesdienst zu Pfingsten 2020 entwidmet werden. Aufgrund der COVID-19-Pandemie hat sich dies verzögert, sodass die Entwidmung schließlich am 18. Mai 2023 (Christi Himmelfahrt) stattfand.